# Chironomus confusus
Chironomus confusus är en tvåvingeart som först beskrevs av Lynch Arribalzaga 1893.  Chironomus confusus ingår i släktet Chironomus och familjen fjädermyggor. Inga underarter finns listade i Catalogue of Life.